# Tihomir Franković
Tihomir Franković (Split, Yugoslavia, 30 de septiembre de 1970) es un deportista croata que compitió en remo.
Participó en dos Juegos Olímpicos de Verano, obteniendo una medalla de bronce en Sídney 2000, en la prueba de ocho con timonel, y el séptimo lugar en Atlanta 1996 (cuatro sin timonel). Ganó dos medallas en el Campeonato Mundial de Remo, en los años 1994 y 1998.

## Palmarés internacional
| Juegos Olímpicos   | Juegos Olímpicos              | Juegos Olímpicos  | Juegos Olímpicos   |
| Año                | Lugar                         | Medalla           | Prueba             |
| ------------------ | ----------------------------- | ----------------- | ------------------ |
| 2000               | Sídney (Australia)            | Medalla de bronce | Ocho con timonel   |
| Campeonato Mundial |                               |                   |                    |
| Año                | Lugar                         | Medalla           | Prueba             |
| 1994               | Indianápolis (Estados Unidos) | Medalla de oro    | Dos con timonel    |
| 1998               | Colonia (Alemania)            | Medalla de plata  | Cuatro con timonel |